# روتالا ایندیکا
روتالا ایندیکا(نام علمی: Rotala indica) نام یک گونه از تیره حناییان است.